# Stor-Sventjärnen
Stor-Sventjärnen är en sjö i Härjedalens kommun i Härjedalen och ingår i Ljusnans huvudavrinningsområde.